# Jovnivka, Berejanî
Jovnivka (în ucraineană Жовнівка) este o comună în raionul Berejanî, regiunea Ternopil, Ucraina, formată numai din satul de reședință.

## Demografie
Componența lingvistică a comunei Jovnivka
     Ucraineană (99,79%)
     Alte limbi (0,21%)
Conform recensământului din 2001, majoritatea populației comunei Jovnivka era vorbitoare de ucraineană (99,79%), existând în minoritate și vorbitori de alte limbi.